# 1201-es busz
Az 1201-es jelzésű autóbusz egy országos autóbuszjárat volt, amely Budapestet kötötte össze Tihannyal. 
Útvonalhossza 148,9 km volt, menetideje 3 óra 10 perc (190 perc) volt. A járatra kiegészítő jegy vásárlása kötelező volt. Budapesti megállókban a járatra csak előreváltott, helyfoglalást tartalmazó menetjeggyel lehetett felszállni.
2023-ban április 29-től szeptember 24-ig szabad- és munkaszüneti napokon valamint nyári tanszünetben munkanapokon egy járatpár szállította az utasokat.
A 2024. május 1-jei menetrend módosításokkal  a Volánbusz Zrt. megszüntette az autóbuszvonalat, az utolsó járat 2023. szeptember 24-én közlekedett.

## Megállóhelyei
| 0  | Budapest, Népliget autóbusz-pályaudvar végállomás             | 55 | 1, 1A 83 254E 901, 914, 914A, 918, 950, 950A 607, 608, 626, 627, 628, 629, 630, 631, 632, 633, 635, 636, 650, 653, 654, 655, 656, 657, 659, 660, 661, 679, 705 1080, 1081, 1085, 1087, 1090, 1092, 1094, 1110, 1111, 1113, 1115, 1120, 1121, 1125, 1131, 1134, 1136, 1172, 1173, 1174, 1175, 1176, 1177, 1183, 1184, 1185, 1188, 1189, 1190, 1193, 1194, 1204, 1205, 1212, 1215, 1216, 1229, 1251, 1253, 1254, 1257, 1268                                             | Népliget autóbusz-pályaudvar Népliget Planetárium, Groupama Aréna |
| 1  | Budapest, Petőfi híd, budai hídfő                             | 54 | 4, 6 153, 154, 212, 212A, 212B 918 1172, 1173, 1174, 1175, 1176, 1177, 1183, 1184, 1185, 1188, 1189, 1190, 1193, 1194, 1205, 1212, 1215, 1216, 1229, 1251, 1253, 1254, 1257 |                                                                   |
| 2  | Budapest, Újbuda-központ                                      | 53 | 4, 17, 41, 47, 48, 56, 61 33, 53, 58, 150, 150B, 153, 154, 212, 212A, 212B 973, 973A 1172, 1173, 1174, 1175, 1176, 1177, 1183, 1184, 1185, 1188, 1189, 1190, 1193, 1194, 1205, 1212, 1215, 1216, 1229, 1251, 1253, 1254, 1257 |                                                                   |
| 3  | Budapest, Sasadi út                                           | 52 | 8E, 40, 40B, 40E, 53, 87, 87A, 88, 88A, 108E, 139, 140, 140A, 150, 150B, 153, 154, 172, 173, 187, 188, 188E, 240, 272 908, 940, 941, 972 731, 760, 764, 770 1172, 1173, 1174, 1175, 1176, 1177, 1183, 1184, 1185, 1188, 1189, 1190, 1193, 1194, 1205, 1212, 1215, 1216, 1229, 1251, 1253, 1254, 1257 |                                                                   |
| 4  | Balatonakarattya, vasútállomás lejáró út                      | 51 | 1190, 1513, 1564, 1592, 1593, 1708, 1731, 1740, 1742 5449, 7321, 7322, 7323, 7324, 7325, 7543, 7602 személyvonat, sebesvonat, Csabai Tekergő sebesvonat, Szabolcsi Tekergő expresszvonat, Tekergő expresszvonat, Vízipók InterRégió, Katica InterRégió | Balatonakarattya megállóhely                                      |
| 5  | Balatonakarattya, Rákóczi-fa                                  | 50 | 1564, 1592, 1593, 1740, 1742 7321, 7322, 7323, 7324, 7325, 7543, 7602 | Rákóczi-fa                                                        |
| 6  | Balatonakarattya, Vak Bottyán tér                             | 49 | 7321, 7322, 7323, 7325, 7543, 7602 |                                                                   |
| 7  | Balatonakarattya, üdülő                                       | 48 | 1190, 1513, 1564, 1592, 1593, 1708, 1731, 1740, 1742 5449, 7321, 7322, 7323, 7324, 7325, 7543, 7602 |                                                                   |
| 8  | Balatonkenese, újtelep                                        | 47 | 1190, 1564, 1592, 1593, 1708, 1740, 1742 5449, 7321, 7322, 7323, 7324, 7325, 7543, 7602 |                                                                   |
| 9  | Balatonkenese, vasútállomás                                   | 46 | 1190, 1513, 1564, 1592, 1593, 1708, 1731, 1740, 1742 5449, 7321, 7322, 7323, 7324, 7325, 7543, 7602 személyvonat, sebesvonat, Csabai Tekergő sebesvonat, Szabolcsi Tekergő expresszvonat, Tekergő expresszvonat, Vízipók InterRégió, Katica InterRégió | Balatonkenese vasútállomás                                        |
| 10 | Balatonkenese, Szabadság-telep                                | 45 | 7321, 7322, 7323, 7325, 7543, 7602 |                                                                   |
| 11 | Balatonkenese, MÁV-üdülő                                      | 44 | 7321, 7322, 7323, 7325, 7543, 7602 |                                                                   |
| 12 | Balatonfűzfő, Fövenyfürdő                                     | 43 | 2, 5, 6 1731 7320, 7321, 7322, 7323, 7324, 7325, 7543, 7602 |                                                                   |
| 13 | Balatonfűzfő, 71-es büfé                                      | 42 | 2, 5, 6 7320, 7321, 7322, 7323, 7325, 7543, 7602 |                                                                   |
| 14 | Balatonfűzfő, vasútállomás                                    | 41 | 2, 5, 6 1190, 1564, 1592, 1593, 1708, 1731, 1740, 1742 5449, 7320, 7321, 7322, 7323, 7324, 7325, 7534, 7543, 7602 személyvonat, sebesvonat, Csabai Tekergő sebesvonat, Szabolcsi Tekergő expresszvonat, Tekergő expresszvonat, Vízipók InterRégió, Katica InterRégió | Balatonfűzfő vasútállomás                                         |
| 15 | Balatonfűzfő, Lila ház                                        | 40 | 2, 5, 6 7320, 7321, 7322, 7323, 7325, 7543, 7602 |                                                                   |
| 16 | Fűzfőgyártelep, autóbusz-váróterem                            | 39 | 2, 3, 4, 5, 6 1513, 1564, 1592, 1593, 1740, 1742 5449, 7318, 7320, 7321, 7322, 7323, 7324, 7325, 7326, 7332, 7534, 7538, 7600, 7602, 7612, 7616, 7653, 7654, 8082 |                                                                   |
| 17 | Balatonfűzfő, Balaton Uszoda                                  | 38 | 4, 5, 6 7320, 7325, 7326, 7332, 7534, 7538, 7600, 7602, 7654 | Balaton Uszoda                                                    |
| 18 | Balatonfűzfő, Szalmássytelep                                  | 37 | 4, 5, 6 7320, 7325, 7326, 7332, 7600, 7602, 7654 |                                                                   |
| 19 | Balatonfűzfő, Rákóczi utca                                    | 36 | 1190, 1708 7325, 7326, 7332, 7543, 7600, 7602, 7653, 7654, 8082 |                                                                   |
| 20 | Balatonalmádi, Kürt utca                                      | 35 | 1190, 1708 7325, 7326, 7332, 7543, 7600, 7602, 7653, 7654 |                                                                   |
| 21 | Balatonalmádi (Vörösberény), bejárati út                      | 34 | 7325, 7326, 7332, 7543, 7600, 7602, 7653, 7654 |                                                                   |
| 22 | Balatonalmádi (Vörösberény), autóbusz-váróterem               | 33 | 1708, 1709, 1720, 1722, 1731 7325, 7332, 7333, 7335, 7338, 7600, 7654 |                                                                   |
| 23 | Balatonalmádi, Szőlő utca                                     | 32 | 1709, 1720, 1722, 1731 7325, 7332, 7333, 7335, 7338, 7600, 7654 |                                                                   |
| 24 | Balatonalmádi, Szabadság utca                                 | 31 | 1709, 1720, 1722, 1731 7325, 7332, 7333, 7335, 7338, 7600, 7654 |                                                                   |
| 25 | Balatonalmádi, autóbusz-állomás                               | 30 | 1190, 1513, 1708, 1709, 1720, 1722, 1731 7325, 7326, 7332, 7333, 7335, 7338, 7341, 7543, 7600, 7602, 7653, 7654, 8082 |                                                                   |
| 26 | Balatonalmádi, camping                                        | 29 | 1709, 1720, 1722, 1731 7338, 7653, 7654, 8082 |                                                                   |
| 27 | Balatonalmádi (Káptalanfüred), vasúti megállóhely bejárati út | 28 | 1190, 1709, 1720, 1722 7333, 7338, 7653, 7654, 8082 személyvonat, Vízipók InterRégió, Katica InterRégió | Káptalanfüred megállóhely                                         |
| 28 | Alsóörs, Telekfői út                                          | 27 | 1709, 1720, 1722 7338, 7653, 7654, 8082 |                                                                   |
| 29 | Alsóörs, vasútállomás                                         | 26 | 1190, 1709, 1720, 1722, 1758 7338, 7342, 7344, 7348, 7653, 7654, 8082 személyvonat, sebesvonat, Vízipók InterRégió, Katica InterRégió | Alsóörs vasútállomás                                              |
| 30 | Lovas, üdülőtelep                                             | 25 | 1758 7342, 7344, 7348, 7653, 7654 |                                                                   |
| 31 | Lovas, alsóörsi elágazás                                      | 24 | 1758 7342, 7344, 7348, 7653, 7654 |                                                                   |
| 32 | Lovas, autóbusz-váróterem                                     | 23 | 1758 7344, 7345, 7346, 7348, 7654 |                                                                   |
| 33 | Paloznak, központ                                             | 22 | 1758 7344, 7345, 7346, 7348, 7654 |                                                                   |
| 34 | Csopak, központ                                               | 21 | 1529, 1710, 1758 7344, 7345, 7346, 7348, 7350, 7355, 7357, 7363, 7654 |                                                                   |
| 35 | Csopaki szőlők                                                | 20 | 1758 7344, 7345, 7346, 7348, 7352, 7358, 7654 |                                                                   |
| 36 | Csopak, Füredi út                                             | 19 | 1758 7344, 7345, 7346, 7348, 7352, 7358, 7654 |                                                                   |
| 37 | Balatonfüred, Arácsi népház                                   | 18 | 3, 4 1758 7344, 7345, 7346, 7348, 7352, 7358, 7654 |                                                                   |
| 38 | Balatonfüred, Pálóczi-Horváth Ádám utca                       | 17 | 3, 4, 6, 7 1758 7344, 7345, 7348, 7352, 7358, 7654 |                                                                   |
| 39 | Balatonfüred, Arács vasúti megállóhely                        | 16 | 3, 4, 6, 7 1189, 1190, 1513, 1529, 1631, 1658, 1709, 1710, 1720, 1722, 1735, 1740, 1758, 1806, 1808, 1846, 1853 7338, 7344, 7345, 7348, 7350, 7352, 7355, 7357, 7358, 7363, 7653, 7654, 8082 személyvonat, Katica InterRégió, Vízipók InterRégió | Balatonarács megállóhely                                          |
| 40 | Balatonfüred, Arany Csillag                                   | 15 | 3, 4, 6, 7 1189, 1190, 1513, 1529, 1631, 1658, 1709, 1710, 1720, 1722, 1735, 1740, 1758, 1806, 1808, 1846, 1853 7338, 7344, 7345, 7348, 7350, 7352, 7355, 7357, 7358, 7363, 7653, 7654, 8082 |                                                                   |
| 41 | Balatonfüred, autóbusz-állomás                                | 14 | 1, 1B, 2, 2B, 3, 4, 5, 6, 7 1189, 1190, 1513, 1529, 1631, 1658, 1709, 1710, 1712, 1720, 1722, 1735, 1740, 1758, 1806, 1808, 1846, 1853 7338, 7344, 7345, 7346, 7348, 7350, 7352, 7355, 7357, 7358, 7363, 7364, 7671, 7673, 7674, 7675, 7676, 7682, 7683, 7686, 8082 személyvonat, sebesvonat, Csabai Tekergő sebesvonat, Szabolcsi Tekergő expresszvonat, Tekergő expresszvonat, Katica InterRégió, Vízipók InterRégió, Kék Hullám expresszvonat, Levendula Intercity | Balatonfüred vasútállomás                                         |
| 42 | Balatonfüred, hajóállomás                                     | 13 | 1, 1B, 2, 2B 1190, 1712 7355, 7671, 7674 | Balatonfüred hajóállomás                                          |
| 43 | Balatonfüred, Széchenyi sétány                                | 12 | 1, 1B, 2, 2B 1190, 1712 7355, 7671, 7674 |                                                                   |
| 44 | Balatonfüred, kemping                                         | 11 | 1190, 1712 7355, 7357, 7671, 7674 |                                                                   |
| 45 | Balatonfüred, hajógyár                                        | 10 | 1631, 1712 7355, 7357, 7671, 7674 |                                                                   |
| 46 | Tihany, Hotel Panoráma                                        | 9  | 1712 7355, 7674 |                                                                   |
| 47 | Tihany, hajóállomás bejárati út                               | 8  | 1712 7355, 7674 |                                                                   |
| 48 | Tihany, Újságíró üdülő                                        | 7  | 1712 7355, 7674 |                                                                   |
| 49 | Tihany, Halásztelep                                           | 6  | 1712 7355, 7674 |                                                                   |
| 50 | Tihany, rév bejárati út                                       | 5  | 1712 7355, 7674 | Tihanyi rév                                                       |
| 51 | Tihany, szőlőhegy                                             | 4  | 1712 7355, 7674 |                                                                   |
| 52 | Tihany, alsó                                                  | 3  | 1712 7355, 7671, 7674, 7683 |                                                                   |
| 53 | Tihany, posta                                                 | 2  | 1712 7355, 7671, 7674 |                                                                   |
| 54 | Tihany, forduló                                               | 1  | 1712 7355, 7671, 7674 |                                                                   |
| 55 | Tihany, sportpálya végállomás                                 | 0  | 7355, 7671, 7674 |                                                                   |